# Bad Säckingen
Bad Säckingen is een gemeente in de Duitse deelstaat Baden-Württemberg, gelegen in het Landkreis Waldshut op circa 290 meter hoogte. Het grensstadje telt 17.510 inwoners.

## Geografie
Bad Säckingen heeft een oppervlakte van 25,34 km² en ligt in het zuidwesten van Duitsland, aan de Rijn en aan de grens met Zwitserland.

## Bezienswaardigheden
- Vanuit het stadje voert een overdekte, houten brug (Holzbrücke Bad Säckingen) uit de 15e eeuw over de Rijn naar Zwitserland. Het is met 203 meter de langste houten overdekte brug van Europa.
- De kloosterkerk (Duits: Münster) Sankt Fridolin, met twee markante torens met uivormige koepels. De kerk werd rond 1340 in gotische stijl gebouwd en rond 1740/1755 in barokstijl gerenoveerd.
- Het Schloßpark met herenhuis Schönau (ca. 1600) met ervoor het standbeeld de trompetter, theehuis en Diebsturm, de toren is in 1864 in nieuw-gotische stijl verbouwd en in 1979 grondig gerenoveerd.
- De stad ligt aan de zuidrand van het Zwarte Woud en grenst aan Zwitserland.

## Economie
Het toerisme is de belangrijkste bron van inkomsten in de gemeente. Energie wordt er sedert 1966 opgewekt met behulp van een waterkrachtcentrale.

## Geboren
- Stefanie Böhler (27 februari 1981), langlaufster

Albbruck ·
Bad Säckingen ·
Bernau im Schwarzwald ·
Bonndorf im Schwarzwald ·
Dachsberg ·
Dettighofen ·
Dogern ·
Eggingen ·
Görwihl ·
Grafenhausen ·
Häusern ·
Herrischried ·
Höchenschwand ·
Hohentengen am Hochrhein ·
Ibach ·
Jestetten ·
Klettgau ·
Küssaberg ·
Lauchringen ·
Laufenburg (Baden) ·
Lottstetten ·
Murg ·
Rickenbach ·
St. Blasien ·
Stühlingen ·
Todtmoos ·
Ühlingen-Birkendorf ·
Waldshut-Tiengen ·
Wehr ·
Weilheim ·
Wutach ·
Wutöschingen